# Стараи, Михай (протестант)
Михай Стараи (венг. Sztárai Mihály), урожд. Михайло Старин (словац. Mihajlo Starin; 1500, Дравастара, Баранья — 1575) — деятель Венгерской реформации.
Родом с севера Венгрии, в молодости носил славянское имя Михайло Старин, которое позднее в венгерской литературной традиции было переделано на венгерский манер. Начал учиться в г. Шарошпатак, после чего стал монахом-францисканцем и студентом в Падуе.
В 1530 году присоединился к движению Реформации. В южной Венгрии и Славонии основал свыше 100 евангелических общин, составил тексты многочисленных псалмов и сочинил к ним мелодии. Также написал ряд драматургических произведений — одни из первых театральных произведений на венгерском языке.